# Indesit
Indesit Company (вимовляється Індезіт Компані) — італійська машинобудівна компанія, була одним з найбільших виробників побутової техніки в Європі (марки Indesit, Hotpoint-Ariston, Scholtès). Штаб-квартира перебувала в місті Фабріано (Італія). 2014 року її купила компанія Whirlpool Corporation.

## Історія
У 1930 році Арістіде Мерлоні (1897—1970) заснував у місті Фабріано компанію з виробництва ваг Industrie Merloni, яка потім також зайнялася виробництвом газових балонів та електричних водонагрівачів. Після смерті Арістіде Мерлоні компанія була розділена на три частини між синами — Вітторіо, Франческо і Антоніо Мерлоні: Antonio Merloni SpA (виготовляє ваги й газові балони), Merloni Termosanitari (водонагрівачі й ванни) і Merloni Elettrodomestici (велику побутову техніку).
У 1975 році Вітторіо Мерлоні заснував компанію Merloni Elettrodomestici, яка в 2005 році була перейменована в Indesit Company. З 1987 року акції компанії стали котируватися на Міланській фондовій біржі. У 1985 році компанія придбала бренд Indesit, один із найпопулярніших брендів у Європі.
У липні 2014 року американська компанія Whirlpool підписала угоди з Fineldo SpA і сім'єю Мерлоні про купівлю 66,8 % голосуючих акцій Indesit (що відповідає 60,4 % у капіталі) за 758 млн євро ($1,03 млрд). Після цього Whirlpool планує зробити обов'язкову пропозицію про купівлю решти акцій Indesit згідно з італійським законодавством.

## Власники і керівництво

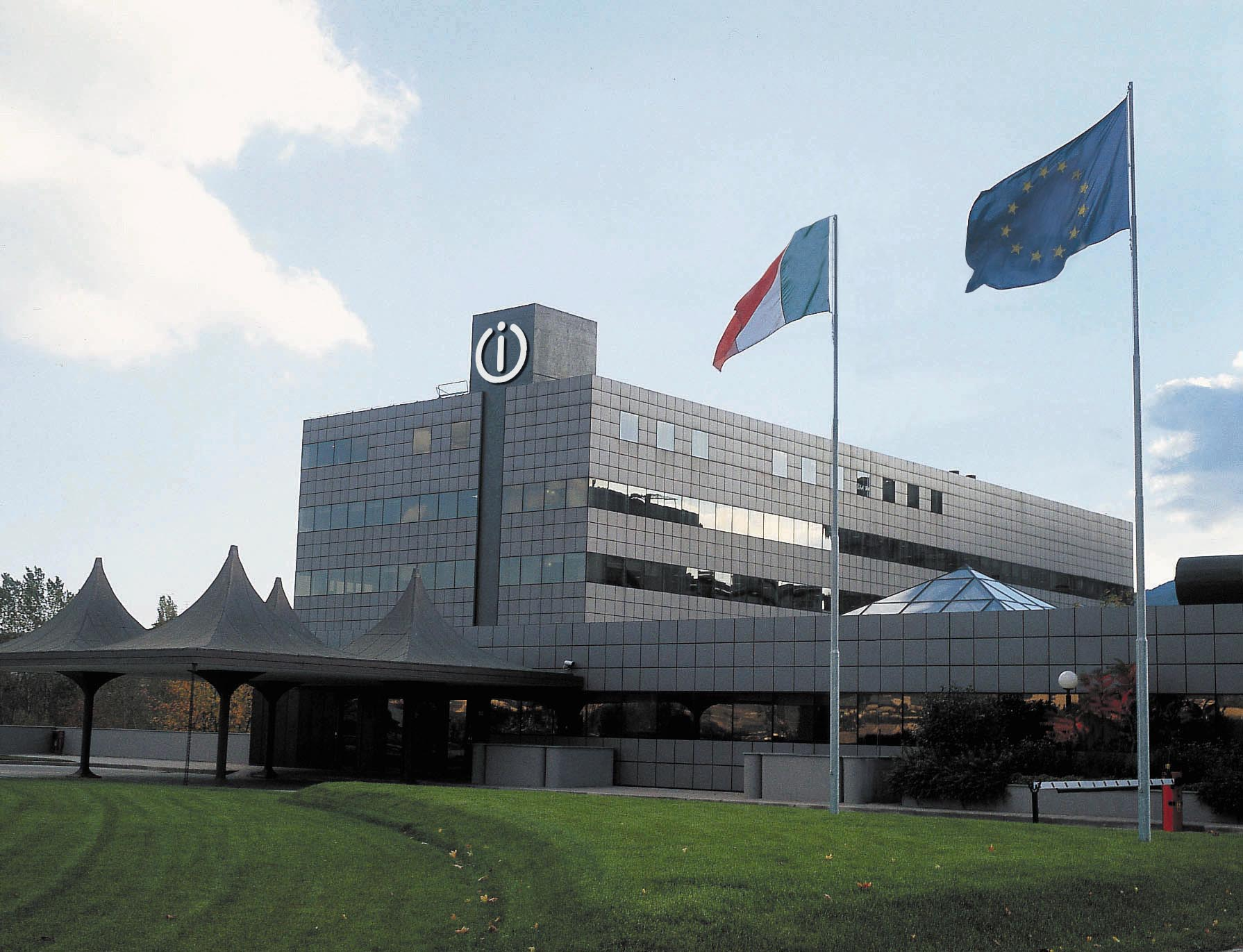
Штаб-квартира Indesit Company в Фабріано

Основні власники компанії станом на 25 березня 2010 року — Вітторіо Мерлоні (42 %), його сестра Естер Мерлоні (10,9 %) і брат Франческо Мерлоні (3,5 %). 28,5 % акцій перебувають у вільному обігу, 9,71 % — казначейські. Капіталізація Indesit Company на кінець липня 2007 року на Італійській фондовій біржі — 1,77 млрд євро ($2,42 млрд).

## Діяльність
Indesit Company — один з найбільших виробників великої побутової техніки в Європі. Компанія посідає провідні позиції на європейському ринку. Основними торговими марками компанії є Indesit, Hotpoint-Ariston Scholtès. Нині до складу Indesit Company входить 14 заводів (в Італії, Польщі, Великій Британії, Росії та Туреччині), 24 комерційних представництва. У компанії працює понад 16 000 людей.
У 2010 році Indesit Company отримала сертифікат SGS відповідно до міжнародних стандартів Системи управління охороною здоров'я і безпекою персоналу 18001. З 2006 року компанія стала членом Глобального договору ООН, який ґрунтується на десяти принципах у галузі прав людини, умов праці, охорони довкілля і боротьби з корупцією.
Компанією декларується, що її соціальна політика ґрунтується на принципі «економічний успіх будь-якої промислової ініціативи не матиме цінності, якщо він не супроводжується внеском у соціальний прогрес» (Арістіде Мерлоні).
Обсяг продажів компанії у 2010 році склав 2,9 млрд євро; чистий прибуток — 90 млн євро; EBIT — 184 млн євро.
У 2013 році виручка компанії становила 2,7 млрд євро.
Indesit — офіційний спонсор французької футбольної команди «Олімпік Марсель».

## Торгові марки

### Indesit
Під брендом Indesit компанія випускає пральні машини, прально-сушильні машини, сушильні машини, посудомийні машини, холодильники, морозильні камери, плити, варильні поверхні, духові шафи, витяжки.

#### Пральні машини
Як стверджує виробник, пральні машини Indesit оснащені опцією Eco Time (дозволяє знизити на 20 % витрати води і електроенергії). Спеціальні програми: «Верхній одяг», «Джинси», «Експрес' 15», «Вовна», «Шовк», «Спорт», «Спорт Інтенсив», «Спортивне взуття». Клас енергоспоживання А+ (споживають на 10 % менше електрики, порівняно з машинами класу А). Оснащені електронною функцією «Легке прасування» (дозволяє визначати вибраний тип тканини і оптимізувати умови прання і віджимання, зводячи до мінімуму утворення складок).

#### Prime
Лінія вбудовуваної техніки від бренду Indesit, стиль якої розроблено італійським дизайнерським бюро Giugiaro. У лінію Prime входять духові шафи, варильні поверхні, витяжки, холодильники, посудомийні машини.

### Hotpoint-Ariston
У 2007 році бренди Ariston і Hotpoint були об'єднані в єдиний бренд Hotpoint-Ariston.
Під брендом Hotpoint-Ariston компанія випускає пральні машини, прально-сушильні машини, сушильні машини, посудомийні машини, холодильники, морозильні камери, плити, варильні поверхні, духові шафи, витяжки; вбудовану та окремо стоячу велику побутову техніку.

#### Лінії вбудовуваної техніки
- Experience
- Experience Glass
- Diamond
- Tradition
- Class
- Style
- New Style

#### Окремо стояча техніка
Пральні машини Aqualtis відмічені знаком Ecotech. Витрати води скорочено на 30 %, що забезпечує економію електроенергії та сприяє захисту довкілля.
Система безшумного прання SuperSilent дає змогу знизити рівень шуму завдяки використанню трифазного двигуна, спеціальних звукоізолюючих панелей та інтелектуальної помпи.
Woolmark Platinum Care — цикл для ручного прання вовняних виробів, який дає змогу прати одяг навіть з маркуванням «лише ручне прання». Сертифікат присвоєно бренду Hotpoint-Ariston компанією The Woolmark Company.